# Tobar Bhríde (Kildare)

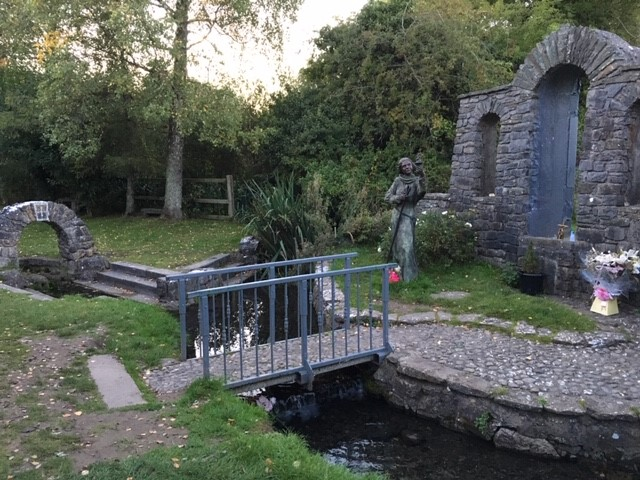
Tobar Bhríde

Tobar Bhríde (deutsch Brigids Quelle) ist eine Heilige Quelle der Brigid bei Kildare, einem Ort im County Kildare in Irland. Die Quelle, mit der Göttin Brigid der irischen Kelten verbunden.

## Namensgebung
Die Quelle ist nach der gälischen Göttin Brigid benannt. „Tobar“ steht im Irischen für Quelle.

## Beschreibung
Die Tobar Bhríde bei Kildare, auch Quelle der Heiligen Brigid genannt, ist eine der bedeutendsten unter den 15 Heiligen Quellen des ursprünglich gälischen Quellkults der Bhríde in Irland. In der irischen Mythologie war Brigid die Göttin des Feuers, der Einheit, der Geburt, der Heilung und der Poesie. Sie war die Tochter des Dagda, eines Hochgottes der Túatha Dé Danann, die er mit der Erdmutter Danu zeugte.
Die heilige Quelle liegt in einem kleinen gepflegten Park südlich von Kildare im County Kildare unweit der Black Abbey. Die in einem Quelltopf gefasste Quelle fließt zunächst unterirdisch, bevor sie an einem gemauerten Steinbogen entspringt. Die Steine im Bach unter dem Torbogen sind als St.-Brigid-Pantoffeln bekannt. Dieser fließt dann an einer modernen Bronzestatue der Heiligen Brigid vorbei.
Nach der Überlieferung wurde die christianisierte Brigid von Kildare in Faughart im County Louth geboren, wo ihr ein Schrein und ein anderer Heiliger Brunnen gewidmet sind. Die Heilige soll 470 n. Chr. in Kildare ein Kloster gegründet haben. Dort befinden sich die Überreste einer kleinen Kapelle, die als St. Brigids Feuertempel bekannt ist, wo Jahrhunderte eine kleine ewige Flamme brannte, die heutzutage auf einer Säule in der Stadt brennt. Sie soll zusammen mit den Heiligen Colmcille und Patrick in Downpatrick beerdigt worden sein. In Irland gibt es viele Brunnen, die den Namen der heiligen Brigid tragen. Ein zweiter in Kildare ist die so genannte „Wayside Well“, die in der Nähe liegt.
Heilige Brunnen waren bei den Kelten Orte der Wallfahrt. Sie tauchten einen Stofffetzen (engl. rag, clout, Scots clootie) ins Wasser, wuschen ihre Wunde und banden den Fetzen im Zuge des Baumkultes an einen Wunschbaum (engl. rag oder wish tree – Weißdorn oder Esche). Diese Tradition wurde in die Neuzeit hinein in Form der Verehrung der hl. Brigid fortgeführt (s. a. Clootie Wells). Wallfahrten zu heiligen Brunnen finden heute in der Regel an dem Fest des Heiligen statt.